# Televisão no Paraguai
A televisão no  Paraguai nasce com algo de precariedade e até mesmo de mistério, mas há uma anedota muito particular, sobre seus primórdios. Diz-se que a criação da TV paraguaia teria sido resultado do desconforto do então ditador Alfredo Stroessner, diante do seu colega brasileiro, Humberto Castelo Branco, antes da construção da represa de Itaipu. Durante o encontro, várias câmeras filmaram a cena e, num dado instante, o presidente do Brasil, teria perguntado a Stroessner: "Isso sairá na televisão estatal paraguaia?" O ditador paraguaio, um tanto embaraçado, teria respondido que sim, sem se animar a dizer que o Paraguai não tinha um único canal de televisão.

## Canais

### Sistema Nacional de Televisión
A concessão da licença para a instalação da primeira estação de televisão ocorreu, em 1964, a uma empresa fundada para esse fim e presidida por Carlos Morínigo Delgado. No meio do centenário da Guerra da Tríplice Aliança, tomou o nome, típico e muito lembrado pela sociedade, TV Cerro Corá. A inauguração estava marcada para 1º de março, mas os atrasos econômicos fizeram com que a abertura ocorresse em 29 de setembro de 1965.
Com a proclamação da "Cerro Corá, torre de vigia Martirológio nativa, onde Mariscal Lopez ofereceu sua vida por seu país, encontrados no Canal 9, voz alta que enobrece e dignifica." Canal 9 TV Cerro Corá começa a história da televisão paraguaia, emitindo seus primeiros sinais às 19:00 de uma quarta-feira, com a voz e a imagem do orador Ricardo Sanabria. Na noite da inauguração, foi divulgado um documentário sobre os benefícios que a televisão traria, conforme relatado por Rodolfo Schaerer Peralta.
A antena, o transmissor e o corredor que serviram de estudo temporário estavam no telhado do prédio do "Instituto da Previdência Social", ou IPS, na esquina da Pettirossi com a Constitución. Técnicos argentinos treinaram pessoal paraguaio. Carlos Morínigo e Edith Victoria Ruiz Diaz, com apenas 16 anos foram os primeiros oradores off (fora da câmera) que logo Carmen Diaz Perez de Sanabria, Paul R. Benitez, Vidalida Cristaldo Delgado e Edgar Von Lucken acrescentou.
No primeiro comercial ao vivo apareceu Edith Victoria, no telhado do edifício, que logo se juntou ao motorista do primeiro noticiário de 5 minutos, Nelson García Ramírez. Edith Victoria também foi pioneira em programas de televisão para crianças. Um corredor de um metro de largura por cinco metros de comprimento foi usado, localizado no final da escada que leva ao telhado.
O primeiro programa de horóscopo ficou a cargo de um astrólogo paraguaio, que foi criado após sua primeira transmissão, devido às dificuldades que o motorista teve de falar diante da câmera. Ele foi substituído pelo técnico argentino Héctor Moyano, que disse ter estudado astrologia em Buenos Aires e trabalhado sob o nome de Karim Gestal.
Em abril de 1966, o primeiro estudo formal foi feito em uma sala para escritórios no 7º andar. As notícias iniciais cinco minutos produzidos pelo Canal, onde apenas câmera notícia foi lida, foram adicionados outros usaram apoio filme: "Eventos paraguaios" produzidos por Prisciliano Sandoval, e "Paraguai por dia", Alfredo Lacasa Arellano. As séries estrangeiras ocuparam a transmissão da programação à noite: "Bat Masterson", "The Acuanautas", "Lassie" e "The Flintstones".
Depois vieram os programas nacionais e os primeiros ídolos da televisão paraguaia. Edith Victoria e sua irmã Dorita Rudy estavam conduzindo o bem-sucedido "Tele Nueve Club", onde uma criança de apenas nove anos, Manuel Cuenca, oficiava como assistente. As primeiras estrelas nasceram como Carmen Maida, Felicita Matosh, Sarita Rivas Crovato e Charles Gonzalez Palisa. O primeiro programa esportivo ficou a cargo de Jaime Arditi.
Eles eram famosos "El Show de Jacinto Herrera"; a "quinta-feira de gala", com Mercedes Jané e Mario Prono e "Buscando a letra", com Carmen Maida e Rodolfo Schaerer Peralta.
O SNT no começo teve seu sinal em preto e branco, que para 1978 inicia seus sinais em cor para a transmissão da copa do mundo Argentina.

### Canal Treze

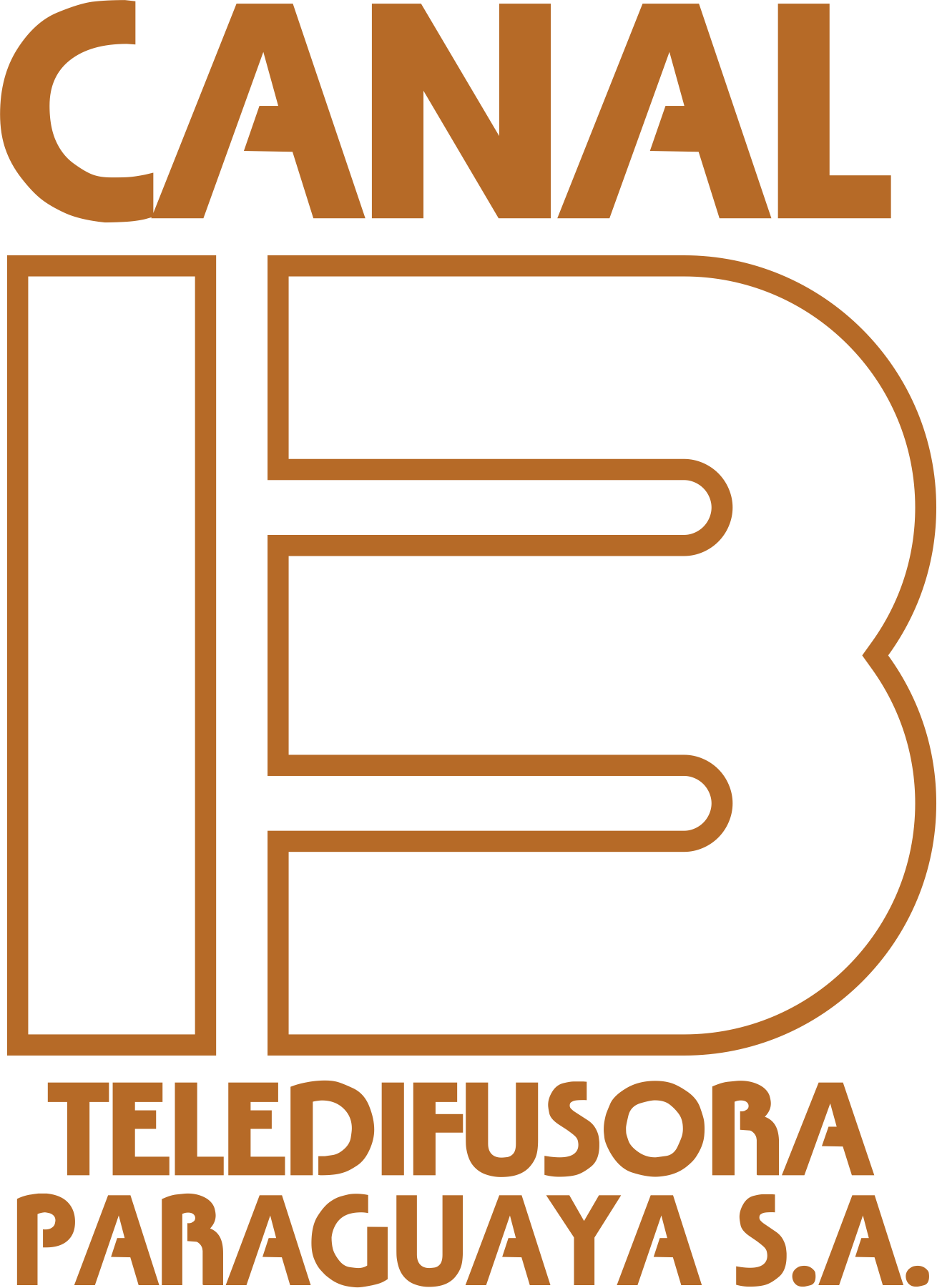
Primer logotipo do Canal 13.

Em 11 de fevereiro de 1981, o empresário Nicolás Bo Parodi inaugurou o Teledifusora Paraguaya S.A, Canal 13, o segundo canal aéreo instalado no país, marcando uma nova etapa nas telecomunicações do Paraguai. Foi assim que começou o primeiro canal que transmitia sua programação de cores e que pouco a pouco instalou repetidores em todo o território paraguaio, formando assim a Rede de Comunicação Privada ou RPC.

### Unicanal
Asuncion Cable TV4 começou a transmitir em 15 de dezembro de 1989 às 05:45 (horário local). Meses depois, foi criado o serviço noticioso denominado "TV4 Noticias" e seus principais condutores foram: Pedro Espinola, Ana Benítez de Cutillo (mãe de Amalia Cutillo), Juan Pastoriza, Fernando Martínez, Luis Rodríguez e Fernando Villalba.
Em maio de 1992 passa a se chamar TV4 como Canal 4 TV Cinema e começa a se emitir as 24 horas do dia, ademais séries, filmes, telenovelas e cartoons da década dos 70 e os 80 foram transmitidos, respectivamente. As quatro edições diárias do "Vision Report" também foram publicadas. Em março de 1996, a TV Cinema transmitiu a telenovela mexicana intitulada "Eu não acredito nos homens" da Televisa, às 20h30 (horário local), e "Te dejaé de amar" da TV Azteca, às 18h ( também hora local).
No final de janeiro de 1996, a empresa CVC chegou a um acordo com a APF e as empresas CVC e TVD, respectivamente, são adquiridas pelo Grupo Clarín.
Em 6 de abril de 1998 passou a ter seu nome atual (Unicanal) Em março de 2000, a Unicanal transmitiu a telenovela venezuelana "Enamorada", com Gaby Espino e René Lavand. Em março de 2001, o canal da CVC e da TVD transmitiu a telenovela venezuelana chamada "La Revancha", com Danna García e Jorge Reyes, às 17h00.
Nova Unicanal. Começou a transmitir seu sinal em 3 de março de 2008, oferecendo notícias de sua própria produção, enlatados e séries pertencentes à rede El Trece da Argentina. Também mantém a exclusividade na transmissão do futebol local através da Teledeportes (produtora do grupo) e expandiu gradualmente sua programação com produções independentes e programas tópicos.1 Também transmite por cabo para a Grande Ciudad del Este, que é a empresa Cable TV Paraná.

### Telefuturo
Começou suas transmissões em 12 de novembro de 1997. Ao longo dos anos, os repetidores foram incorporados em todo o país, formando uma rede com a qual esta estação pode atingir praticamente todos os países do território e da fronteira.
A programação inicial do Telefuturo incluiu um grande número de programas internacionais (telenovelas, séries, desenhos animados mexicanos), através dos quais conseguiu se posicionar como um dos canais de televisão mais assistidos no Paraguai, ao mesmo tempo em que abriu oportunidades de emprego com o incorporação de sua própria produção, graças a sua aliança com a Televisa.
Atualmente, é o principal canal do Paraguai, oferecendo um cronograma de produção local, como notícias, reality shows, entretenimento e produções internacionais.
É o primeiro canal privado a transmitir em HD por sinal digital no canal 18 (18.1) e (18.2) NPY.

### Red Guaraní
Em 1997, a família Manzoni-Wasmosy criou o canal Tevedós com programação básica até 2002.

Em 1º de julho de 2002 iniciou sua transmissão da Rede Guaraní que surgiu como uma iniciativa de Dany Durand Espinola para reposicionar o canal utilizando a produção local com mais de 18 horas. de programação exclusiva produzida em seus estúdios localizados no Complexo da Textilia, grandes colaboradores foram Carlos Saguier, Augusto Barreto, Gustavo Giménez, Sandra Darcourt, entre outros grandes profissionais da mídia do país.

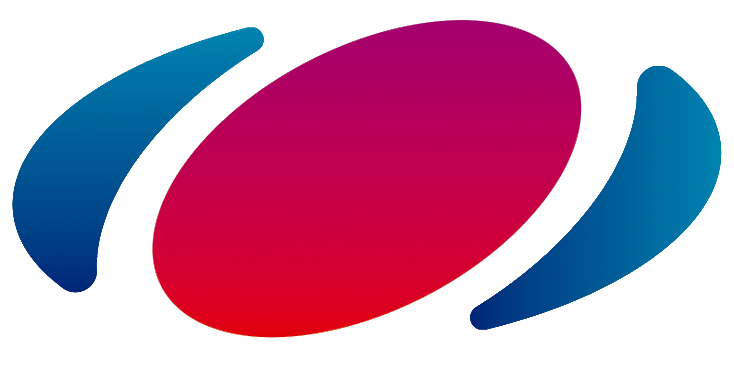
Logo atual da Red Guaraní.

Em janeiro do ano seguinte (2003), seu proprietário aceitou a proposta econômica do grupo religioso Obedira Comunicación Integral, que assume a operação após vários anos de criação da Rede Guarani, mudando seu slogan de "O canal do povo" para " O canal da família "e teve uma programação saudável e baseada na fé, com o objetivo de melhorar a qualidade de vida das pessoas com figuras renovadas, uma tela limpa, com o propósito definido de fazer Red Guaraní um canal alternativo através de 10 anos.
É possível enfatizar que é o primeiro canal chamado na língua nativa Guarani.

No 1 de Janeiro de 2019 o canal foi fechado e reemplazado pelo canal NPY (Noticias Paraguay).

### Paravisión

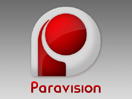
Logo atual da Paravision durante seus comieços entre 2005-2008.

Começou às 05:45 (hora local) com o Stop Suffering. Então nasceu o "Canal 5 Paravisión", mais tarde chamado simplesmente de Paravisión, e começou a transmitir regularmente em 2005 com programas internacionais, acrescentando conteúdo de produção local como "Paravisión Noticias", "Los Analistas do Fútbol de Primera", "Buen Dia do Paraguai "e outros.
Em 2009, adquiriu direitos exclusivos para transmitir as competições da UEFA Champions League e UEFA Europa League no Paraguai. Entre suas principais figuras estão: Freddy Almirón, Salvador Hicar, Jorge Esteche, Héctor Corte, Jorge Vera, Amalia Cutillo, Marcelo Mongelós, Diego Agüero, Jennifer Almada e Osmar Suárez.

### La Tele

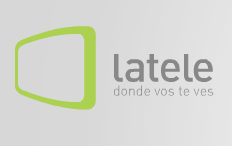
Logo de La Tele com o slogan que o caracterizou durante algum tempo durante seus inícios.

Vários anos antes de iniciar a transmissão em Assunção e cidades vizinhas para o canal do rio Paraguai foi interferida por Canal 11 Lapacho Formosa (Argentina) dessa forma difusa, especialmente durante a tarde e à noite, ele podia ver. A partir de junho de 2008, inicia sua transmissão provisória, com programas de origem internacional e antigos vídeos musicais com o logotipo HATV (Hispanoamérica Televisión).
Até 20 de setembro de 2008, para baixo de sua programação foi conseguido ver um "cortina", onde o tempo de contagem regressiva olhou para a meia-noite do dia 21, enquanto que na notícia "Meridiano Informativo" emitida pela Telefuturo anunciado o inauguração do mesmo canal será renomeado "LaTele", no dia seguinte, LaTele começou suas transmissões programação televisiva é baseado em novelas que foram anteriormente emitidas pela rede irmã: Telefuturo e conseguiu além de atuais estreias, filmes, séries, desenhos e também programas nacionais e internacionais de entretenimento.

### TV Pública Paraguay

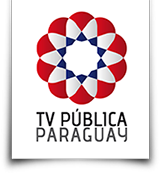
Logo da Tv Publica Paraguai a 2011 - 15 de agosto de 2013.

No âmbito das comemorações do Bicentenário da Independência do Paraguai, em 14 de maio de 2011, foi inaugurado o novo canal do Estado paraguaio, denominado "TV Pública do Paraguai", sendo o canal mais moderno do país. A inauguração consistiu no primeiro passo para o lançamento do projeto de televisão que foi ao ar em 15 de agosto do mesmo ano. Entre 15 de agosto e 11 de dezembro do mesmo ano, ele manteve uma grade provisória. Em 29 de outubro do mesmo ano, teve sua primeira transmissão oficial, com o acompanhamento direto e ao vivo da XXI Cúpula Ibero-Americana realizada em Assunção - Paraguai, que pôde ser vista no canal 14 (analógico) e no canal 14.1 (TDT) ) da televisão digital e para todos através do seu satélite Intelsat.

### Encerramento de Arandú Rapé e mudanças na TV Pública
O Ministério da Educação pôs fim ao contrato com o produtor do programa Arandú Rapé para alegações de irregularidades e derrapagens de custos, com as quais o fechamento do canal é iminente. O espaço da televisão a cabo custava cerca de 3,5 bilhões.
A diretora geral de Comunicação do MEC, Maria Cristina Sanabria, disse que o acordo com Alicante consistia no desenvolvimento de programas educacionais e aluguel de sinal de cabo (canal 11 a cabo) por um custo de US $ 1.000 milhões.
Com isso, foi criado o Arandú Rapé, cujo objetivo era transmitir 24 horas de programas educacionais. No entanto, Alicante só apresentou 180 horas de programas, o que equivale a uma semana.
Sanabria disse que, para preencher o "vazio", o então ministro da Educação, Víctor Ríos, assinou um contrato com a Fundação para o Desenvolvimento Integral, ao qual foi dado G. 2.450 milhões para a produção de programas.
A TV Sarambí - Mitãme Guarã foi um projeto de televisão a cabo do governo do Paraguai através do Ministério da Educação e Cultura, cujo objetivo era a promoção e divulgação dos direitos das crianças. Durante sua curta existência não produziu material próprio devido ao cancelamento do projeto, após a demissão do presidente do Paraguai, Fernando Lugo. A programação do canal consistia em programas educativos doados em sua maioria pela televisão estatal argentina.
Em 16 de agosto de 2013, a TV Pública do Paraguai mudou sua imagem e nome corporativos. No momento, leva o nome da TV do Paraguai.

### HEi

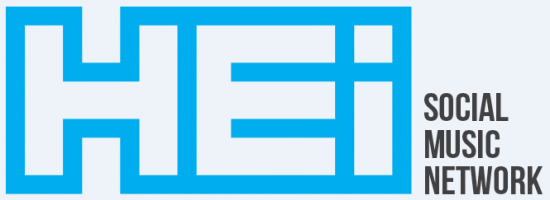
Logo do primeiro canal de música.

É um canal paraguaio dedicado à música, criado por Daniel Da Rosa, regente de inúmeros programas de TV.
O canal HEi começou em caráter experimental no dia 15 de junho de 2012, como um projeto para equipar o Paraguai com um primeiro canal de música nacional e internacional. O projeto foi concebido por muitos anos, mas sua realização foi em 2013. O canal representa uma grande vitrine para grupos nacionais e incentivaria a criação de videoclipes.
Na noite de quarta-feira, 16 de outubro de 2013, foi lançado o sinal "HEi Social Music Network", o primeiro canal de televisão paraguaio dedicado exclusivamente à música, que já está disponível na televisão a cabo e na Internet.
Na noite de quarta-feira, 16 de outubro de 2013, foi lançado o sinal "HEi Social Music Network", o primeiro canal de televisão paraguaio dedicado exclusivamente à música, que já está disponível na televisão a cabo e na Internet.

### TV Cámara Canal 16
É uma emissora de televisão que divulga atividade legislativa e parlamentar, com ênfase na Câmara dos Deputados. Contribui para informar, analisar e discutir publicamente as questões relacionadas ao campo legislativo.
Transmite ao vivo as Sessões Ordinárias e Extraordinárias da Câmara dos Deputados e Senadores, que permitem, pela primeira vez aos cidadãos, ter acesso e conhecimento sobre o processo legislativo e o pleno desenvolvimento das sessões.
O programa também inclui espaços informativos e jornalísticos, outros de caráter educacional e cultural, promovendo talentos nacionais e destacando seu trabalho artístico.
Transmitirá em breve na televisão digital terrestre no canal 16 em alta definição para o vale de suposição e área metropolitana.
Em seu processo de expansão, o sinal chega a mais cidades do país em cada etapa, por meio de serviços aéreos, a cabo e IPTV, com o objetivo de atingir cobertura total nos 17 departamentos do Paraguai.

### Tigo Sports
Em 1º de fevereiro de 2014, o primeiro canal esportivo paraguaio, o Tigo Sports ', começou a transmitir a transmissão exclusiva do futebol paraguaio, além de tênis, basquete, vôlei, Fórmula 1 e MMA, além de dar espaço aos esportes amadores.

### Tropicalia
Tropicalia oferece o melhor do movimento tropical nacional e internacional.Em 2 de dezembro de 2015, a Tropicalia lançou seu primeiro sinal experimental no canal 504 da Tigo Star e 41 do serviço convencional, com sucesso retumbante.

### Red Paraguaya de Comunicación

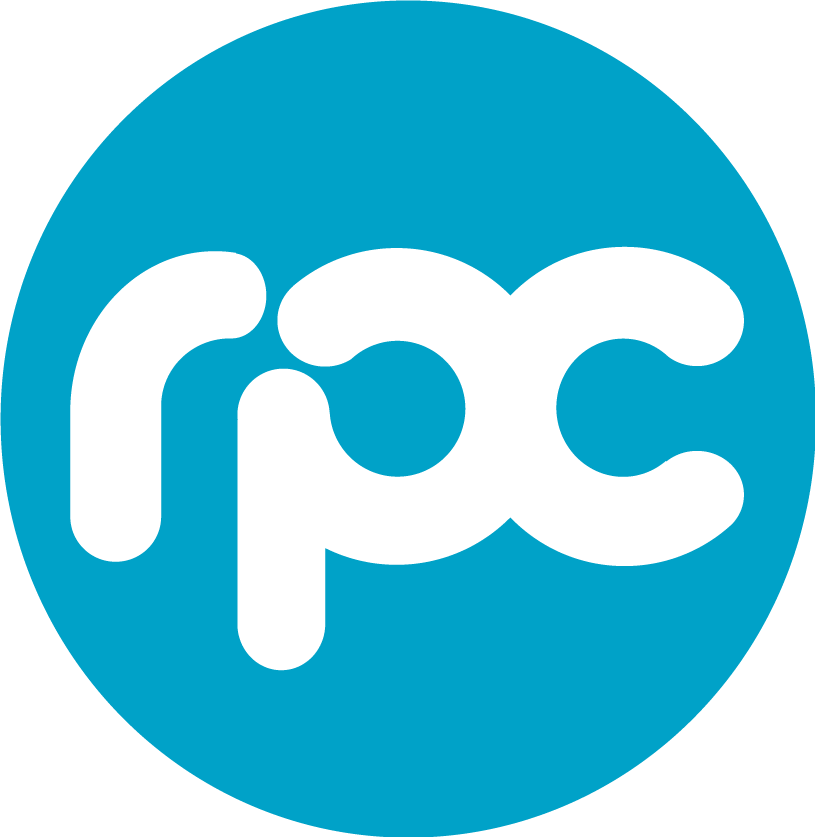
Logo da RPC anteriormente Canal 13 o El 13.

A partir de 11 de janeiro de 2016, o Canal 13 passou a ser chamado de Rede de Comunicação do Paraguai, mudando completamente a imagem do canal com uma abordagem mais informativa.

## Conflito entre Catelpar e operadoras de televisão por assinatura
A Câmara de Teledifusoras do Paraguai (Catelpar) entrou em conflito entre os operadores de cabo, TV paga ou satélite, a causa deste fato foi que os canais abertos exigiam o pagamento em indenização pelo sinal cedido, protegido por uma lei que reconhece a propriedade intelectual do conteúdo desenvolvido. Isso quer dizer que a Tigo Star, a TuVes, a Claro TV e a Personal TV parariam por algum tempo emitir os sinais dos canais aéreos para chegarem a um acordo entre ambas as partes, mas nenhum acordo foi alcançado e os canais aéreos e O operador de TV paga na emissão de sinais de volta. Desde que houve uma avalanche de reclamações de usuários tanto dos clientes das operadoras quanto do público dos canais aéreos. Apenas o Canal 13 permitiu a retransmissão gratuita de seu canal de TV paga durante o diálogo entre as duas partes.

## Caminho para a televisão digital
Canais de TV abertos desde 2018 estaria deixando para trás o sistema analógico para transmitir o sistema digital, o chefe interino da Conatel, Teresita Palacios disse durante o evento chamado de "transição da radiodifusão analógica para a radiodifusão digital", desenvolvido em entidade com apoio da UIT (União Internacional de Telecomunicações). Os avanços tecnológicos os forçam a migrar para a norma digital, o que permite melhor qualidade de imagem e som. O Paraguai adotou o padrão nipo-brasileiro em 2010 (ISDB-Tb, Integrated Service Digital Broadcasting). Inicialmente o interruptor analógico, quando todos os sinais eram de cessar transmissões analógicas e só ser possível a transmissão no formato digital foi agendada para o final de 2024, mas em dezembro de 2016, o conselho de CONATEL emitiu a resolução 2.069 / 2016 e os artigos 30, 66 e 83 do serviço de televisão regulamento foram modificados, de modo que os canais já não pode transmitir sinal analógico a partir de 2020, o qual avança o escurecimento analógico em todo o território do Paraguai.
A maioria dos canais de TV aberta movido para a nova TV digital terrestre cobrindo seu sinal digital para quase todos República do Paraguai, em cidades como Ciudad del Este e Encarnación e você pode assistir os canais HD transmissão de TV são o Atualmente siguentes: - Telefuturo (Canal 18.1), - Paravision (Canal 19.1) - Canal 9 (Canal 20.1) - El Siete (Canal 34.1), - LaTele (Canal 17.1), - C9N (Canal 26.1), - RPC (Canal 27.1), - Paraguai TV (Canal 15.1), - UNICANAL HD (Canal 27.2), - Noticias Paraguay (Canal 18.2).